# Антоан дьо Ласал
Антоан Шарл Луи дьо Ласал (на френски: Antoine Charles Louis de Lasalle; * 10 май 1775, Мец; † 6 юли 1809, Австрия) е френски кавалерийски генерал, участник в Наполеоновите войни.

## Произход и детство
Роден е на 10 мая 1775 г. в Мец. Благодарение на дворянския си произход, на 11-годишна възраст Ласал е произведен в офицер (през 1786 г.), но действителната му служба започва на 25 май 1791 г. в 24-ти кавалерийски полк.

## Военна кариера

### Война на Първата коалиция
С настъпването на революцията Ласал, по силата на декрета на Конвента, изключващ всички дворяни от армията, е принуден да се откаже от офицерското си звание и постъпва като обикновен войник в 23-ти конно-егерски полк, с който, в състава на Северната армия, участва във войните през 1792 – 1794 г.
Офицерското звание е върнато на Ласал през 1794 г.

### Италианска кампания
Вследствие на дружбата му с младия Франсоа Келерман, Ласал става адютант на баща му, маршал Франсоа Кристоф Келерман, командващ френската армия в Италия, но скоро заменен от Наполеон Бонапарт.
Италианската кампания на французите бързо издига Ласал, извършил редица подвизи. В сражението при Бреша, Ласал е взет в плен от генерал Петер Витус фон Квозданович.

### Испанска кампания
През 1808 г. Ласал, начело на кавалерията си, се сражава в Испания. През юни нанася край Торквемада поражение на испанските бунтовници, а след сражението при селцето Кабесон превзема град Валядолид.
В битката при Медина де Риосеко (14 юни), само благодарение на умелите действия на Ласал, 12 000 французи, под началството на маршал Бесиер, успяват да удържат победа над 40 000 испанци.